# Marie Beatrice Schol-Schwarz
Pour les articles homonymes, voir Schwarz.
Marie Beatrice « Bea » Schol-Schwarz, née le 12 juillet 1898 à Batavia (Indes néerlandaises) et morte le 27 juillet 1969 à Baarn (Pays-Bas) est une botaniste néerlandaise qui a découvert le champignon causal de la maladie hollandaise de l'orme. Elle étudie d'abord les agents pathogènes affectant les arachides et plus tard le champignon Phialophora.

## Biographie

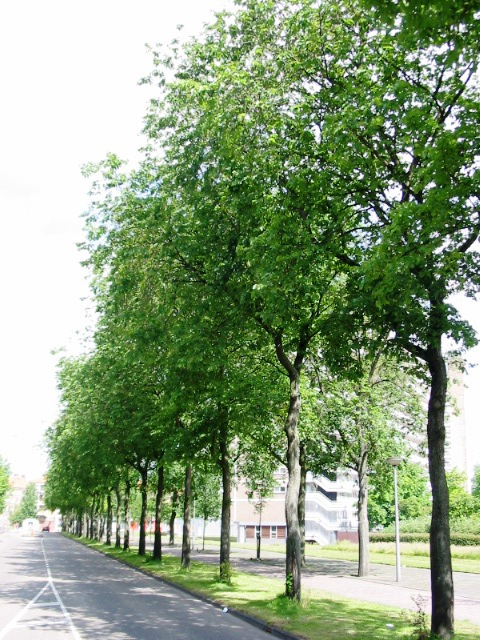
Ulmus × hollandica 'Bea Schwarz' à Amsterdam, Pays-Bas en 2004.

Elle étudie à l'Université d'Utrecht où elle est la première doctorante de Johanna Westerdijk. En 1922, elle découvre le champignon à l'origine de la maladie hollandaise de l'orme au cours de ses études,. Bea Schwarz isole et inocule des ormes sains, concluant qu'un champignon les tue.
Bea Schwarz passe la majeure partie de sa première vie professionnelle à étudier les agents pathogènes de l'arachide Arachis hypogaea au centre de recherche agricole de Bogor en Indonésie.
Elle arrête ses activités de recherche en 1926 à la suite de son mariage. Lorsque les Indes orientales sont envahies par l'armée japonaise en 1942, Bea Schwarz et son mari sont emprisonnés dans des camps séparés où son mari meurt peu de temps après. Après sa libération, Schwarz et ses deux fils retournent aux Pays-Bas, où elle rejoint le Centraal Bureau voor Schimmelcultures (Bureau central des cultures fongiques) à Baarn, étudiant divers champignons et rédigeant une monographie sur le genre Epicoccum.
Après sa deuxième retraite, elle continue d'étudier le genre Phialophora bien que sa santé se détériore rapidement. Peu de temps avant sa mort, elle est nommée Officier de l'Ordre d'Orange Nassau en reconnaissance de sa contribution à la phytopathologie.

## Éponymie
Le cultivar d'orme Bea Schwarz (Ulmus × hollandica Bea Schwarz) est nommé en l'honneur de Marie Beatrice Schol-Schwarz pour ses recherches sur la maladie hollandaise de l'orme.

## Publications
- The European elm disease: a compilation of the more important available information., F.A. Bartlett Tree Expert Co., Stamford, Connecticut 1928. Bulletin Bartlett Research Laboratories, no. 1.

## Distinctions
- Officier de l'ordre d'Orange-Nassau